# Plagithmysus modestus
Plagithmysus modestus är en skalbaggsart som först beskrevs av Sharp 1879.  Plagithmysus modestus ingår i släktet Plagithmysus och familjen långhorningar. Inga underarter finns listade i Catalogue of Life.